# 太空太陽能

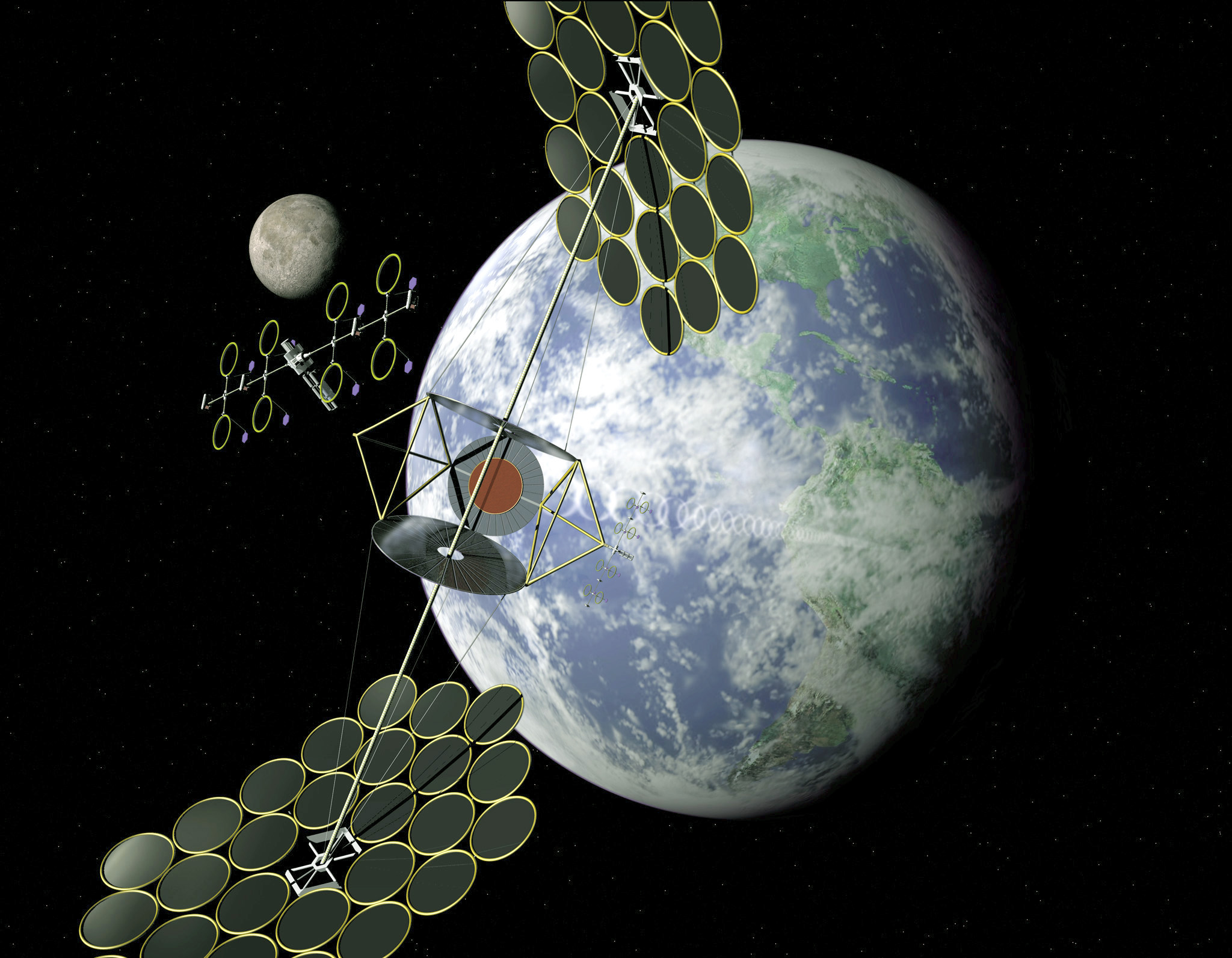
微波式发电卫星

圖左:大氣層或雲造成折射或反射，造成太陽能部分損失。圖右:太陽能發電衛星在大氣層外接收太陽能，避開了大氣層的干擾，以微波或激光的形式將能量傳達到地面的接收站，減少能量損失。

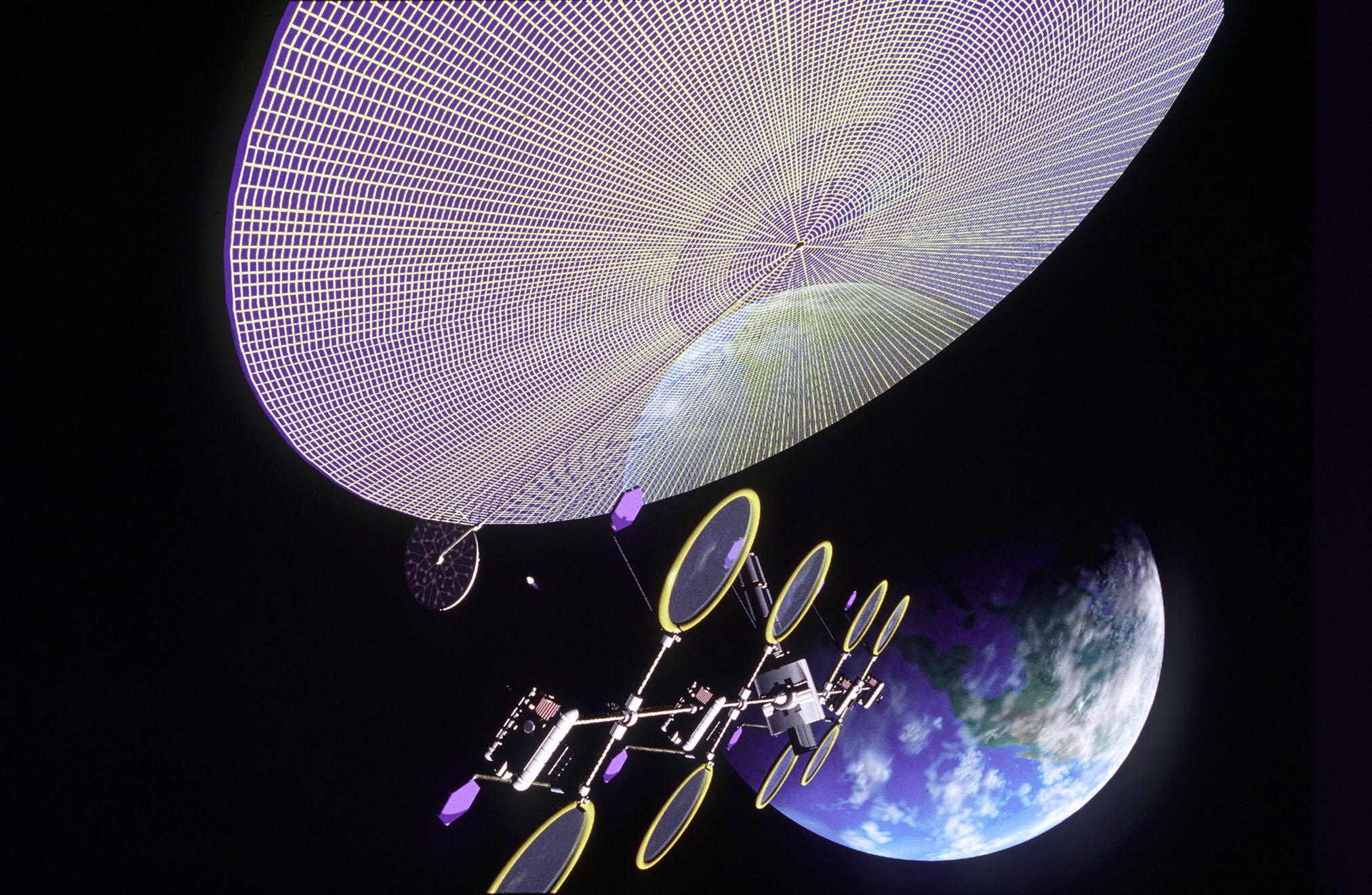
想像圖

太空太陽能（Space-based solar power, SBSP）又稱為太陽能發電衛星、軌道發電機，自1970年代早期已在构想中的一種太陽能發電系統，在衛星軌道上的太陽能收集器，將從太陽光收集所得的能量以微波或激光形式传送到地球，在地球表面接收後轉化爲電能。其优势是在太阳與太陽能收集器之間無大氣層阻碍，因此效率較高，并且不受昼夜周期的影响。是一种可再生能源。目前的造价仍非常高，不具經濟效益，技术进一步发展，或能源价格上涨后，有可能提上建造日程。

## 歷史
1941年，美國科幻小說作家以撒·艾西莫夫的科幻小說推理中描述一太空站將從太陽收集的能量以微波波束傳送至地球。太陽能發電衛星（SBSP），原稱Satellite Solar Power System（SSPS）的概念在1968年首次由Peter Glaser提出，此概念得到美國專利（專利篇號3,781,647）。他提出的方法是以大型天線（大至平方公里級）發射微波，將能量由太空軌道傳送至地球表面一更大的接收天線。
美國太空總署在1974年主導一項關於此的研究，有四家私人公司參與。研究顯示這個概念在實行上有多個困難：在軌道上設置的設施太大，造價昂貴；對如此大型的太空計劃缺乏經驗。
2015年年初， 三菱重工展示了一項實驗，將 10千瓦的太陽能通過微波傳送至 500 米以外的地方，證明技術可行；但是需要解決的技術問題仍然有很多，例如接收時，能量損耗大，接收的能量也非常有限。三菱表示需要著手研究從而找出解決方法。另外能量增強後亦帶來安全問題，工作人員也需要穿著特製的保護衣物。
也有論點表明激光导向的无线能量传输，比普通的微波传输的能量传输量要大。具体方式是由卫星发射激光，定点于地面接受，以激光导向成功后，地面接受站以负极，卫星站为正极，雷击式传送能量。
加州理工學院近年來在進行「太空太陽能測試裝置」計畫，該裝置於2023年時成功在太空中傳輸無線能量。

## 安全疑慮
衛星在軌道上運行速度極快，而傳遞能量的定向能強度足以威脅生命和財產，若衛星故障或遭到軍事入侵、駭客控制，只要傳送能量發生幾秒鐘差錯，目標地點就可能從荒野的大接收碟變成人口密集處，造成大規模傷亡。若是打向他國，就可能發生外交衝突，甚至造成戰爭。大國也有可能直接以衛星作爲戰爭武器。

## 參看
- 太空電梯
- 无线能量传输

## 外部連結
- （英文） URSI 2007 History of Space Solar Power

## 作品中出現的太陽能發電衛星及地面系統
- 日本電視動畫片集，"高立的未來世界"。
- 電腦遊戲，"模擬城市2000＂
- 日本機械人動畫 "機動戰士高達00"